# Museo Conmemorativo del Holocausto de los Estados Unidos
El Museo Conmemorativo del Holocausto de los Estados Unidos (USHMM) es el memorial oficial de los Estados Unidos dedicado al Holocausto. Adyacente al National Mall en Washington D. C., el USHMM se dedica a la documentación, el estudio y la interpretación de la historia del Holocausto. Está comprometido a ayudar a los líderes y ciudadanos del mundo a enfrentar el odio, prevenir el genocidio, promover la dignidad humana y fortalecer la democracia.
En 2008, el museo tuvo un presupuesto operativo de $120.6 millones. Contaba con un personal de aproximadamente 400 empleados, 125 contratistas, 650 voluntarios, 91 sobrevivientes del Holocausto y 175,000 miembros. Tenía oficinas locales en Nueva York, Boston, Boca Ratón, Chicago, Los Ángeles y Dallas.
Desde su inauguración el 22 de abril de 1993, el museo ha recibido a casi 40 millones de visitantes, incluidos más de 10 millones de escolares, 99 jefes de Estado y más de 3,500 funcionarios extranjeros de más de 211 países y territorios. Los visitantes del museo provienen de todo el mundo, y menos del 10 por ciento son judíos. En 2008, su sitio web tuvo 25 millones de visitas, provenientes de un promedio de 100 países diariamente. El treinta y cinco por ciento de estas visitas fueron de fuera de los Estados Unidos.
Las colecciones del Museo Conmemorativo del Holocausto de los Estados Unidos contienen más de 12,750 artefactos, 49 millones de páginas de documentos de archivo, 85,000 fotografías históricas, una lista de más de 200,000 supervivientes del Holocausto registrados y sus familias, 1,000 horas de material fílmico de archivo, 93,000 artículos de biblioteca y 9,000 testimonios de historia oral. También cuenta con becarios docentes en todos los estados de Estados Unidos y, desde 1994, casi 400 becarios universitarios de 26 países.
Investigadores del Museo Conmemorativo del Holocausto de los Estados Unidos han documentado 42,500 guetos y campos de concentración creados por los nazis en todas las áreas controladas por Alemania en Europa desde 1933 hasta 1945. El museo está ubicado geográficamente en el mismo grupo que los museos del Smithsonian.

## Historia

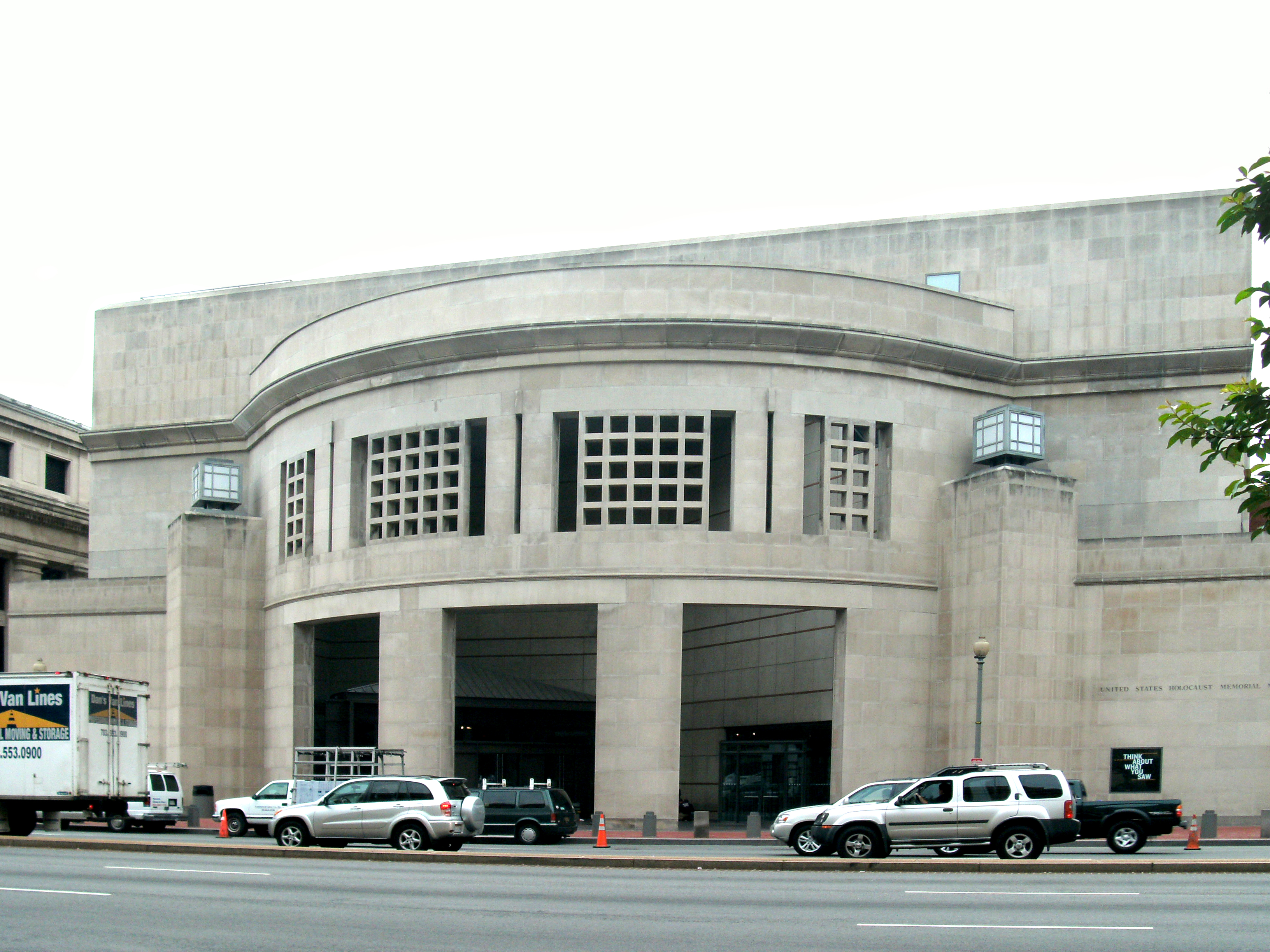
Entrada de la Calle 14 del USHMM

El 1 de noviembre de 1978, el presidente Jimmy Carter estableció la Comisión Presidencial sobre el Holocausto, presidida por Elie Wiesel, un destacado autor, activista y sobreviviente del Holocausto. Su mandato era investigar la creación y el mantenimiento de un memorial para las víctimas del Holocausto y una conmemoración anual adecuada para ellas. El mandato fue un esfuerzo conjunto de Wiesel y Richard Krieger (los documentos originales están en exhibición en la Biblioteca y Museo Presidencial de Jimmy Carter). El 27 de septiembre de 1979, la Comisión presentó su informe al presidente, recomendando el establecimiento de un museo memorial nacional del Holocausto en Washington D. C., con tres componentes principales: un museo/memorial nacional, una fundación educativa y un Comité de Conciencia.
Después de un voto unánime del Congreso de los Estados Unidos en 1980 para establecer el museo, el gobierno federal dispuso del terreno adyacente al Monumento a Washington para su construcción. Bajo la dirección fundadora de Richard Krieger, y posteriormente bajo la dirección de Jeshajahu Weinberg y el presidente Miles Lerman, se recaudaron casi $190 millones de fuentes privadas para el diseño del edificio, la adquisición de artefactos y la creación de exposiciones. En octubre de 1988, el presidente Ronald Reagan ayudó a colocar la piedra angular del edificio, diseñado por el arquitecto James Ingo Freed. Las ceremonias de dedicación el 22 de abril de 1993 incluyeron discursos del presidente estadounidense Bill Clinton, el presidente israelí Chaim Herzog, el presidente Harvey Meyerhoff y Elie Wiesel. El 26 de abril de 1993, el museo abrió al público general. Su primer visitante fue el  dalái lama Tenzin Gyatso de Tíbet.

### Ataques
En 2002, un jurado federal condenó a los supremacistas blancos Leo Felton y Erica Chase por planificar bombardear una serie de instituciones asociadas con las comunidades negras y judías estadounidenses, incluyendo el USHMM.
El 10 de junio de 2009, James von Brunn, un antisemita de 88 años, disparó al oficial de policía especial del museo, Stephen Tyrone Johns, en lo que se conoce como el tiroteo en el Museo Conmemorativo del Holocausto de los Estados Unidos. El oficial de policía especial Johns y von Brunn resultaron gravemente heridos y fueron trasladados en ambulancia al George Washington University Hospital. El oficial de policía especial Johns falleció más tarde a causa de sus heridas; está permanentemente honrado en un memorial oficial en el USHMM. Von Brunn, quien tenía antecedentes penales previos, falleció antes de la conclusión de su juicio penal federal, en la prisión federal de Butner en Carolina del Norte.

## Arquitectura
Diseñado por el arquitecto James Ingo Freed de Pei Cobb Freed & Partners, en asociación con Finegold Alexander & Associates, el Museo Conmemorativo del Holocausto de los Estados Unidos  está concebido como un "resonador de la memoria". Nacido en una familia judía en Alemania, Freed llegó a los Estados Unidos a los nueve años en 1939 con sus padres, quienes huyeron del régimen nazi. Desde el exterior, el edificio se integra con la arquitectura neoclásica, georgiana y moderna de Washington D. C. Al entrar, cada característica arquitectónica se convierte en un nuevo elemento de alusión al Holocausto. En el diseño del edificio, Freed investigó la arquitectura alemana de la posguerra y visitó sitios del Holocausto en toda Europa. Tanto el edificio del museo como las exposiciones en su interior pretenden evocar el engaño, el miedo y la solemnidad, en contraste con la comodidad y la grandiosidad habitualmente asociadas con los edificios públicos de Washington D. C.

Otros socios en la construcción del USHMM incluyeron a Weiskopf & Pickworth, Cosentini Associates LLP, Jules Fisher y Paul Marantz, todos de la ciudad de Nueva York. La firma de ingeniería estructural fue Severud Associates. El Teatro Meyerhoff y el Auditorio Rubenstein del Museo fueron construidos por Jules Fisher Associates de la ciudad de Nueva York. La Exhibición Permanente fue diseñada por Ralph Appelbaum Associates.

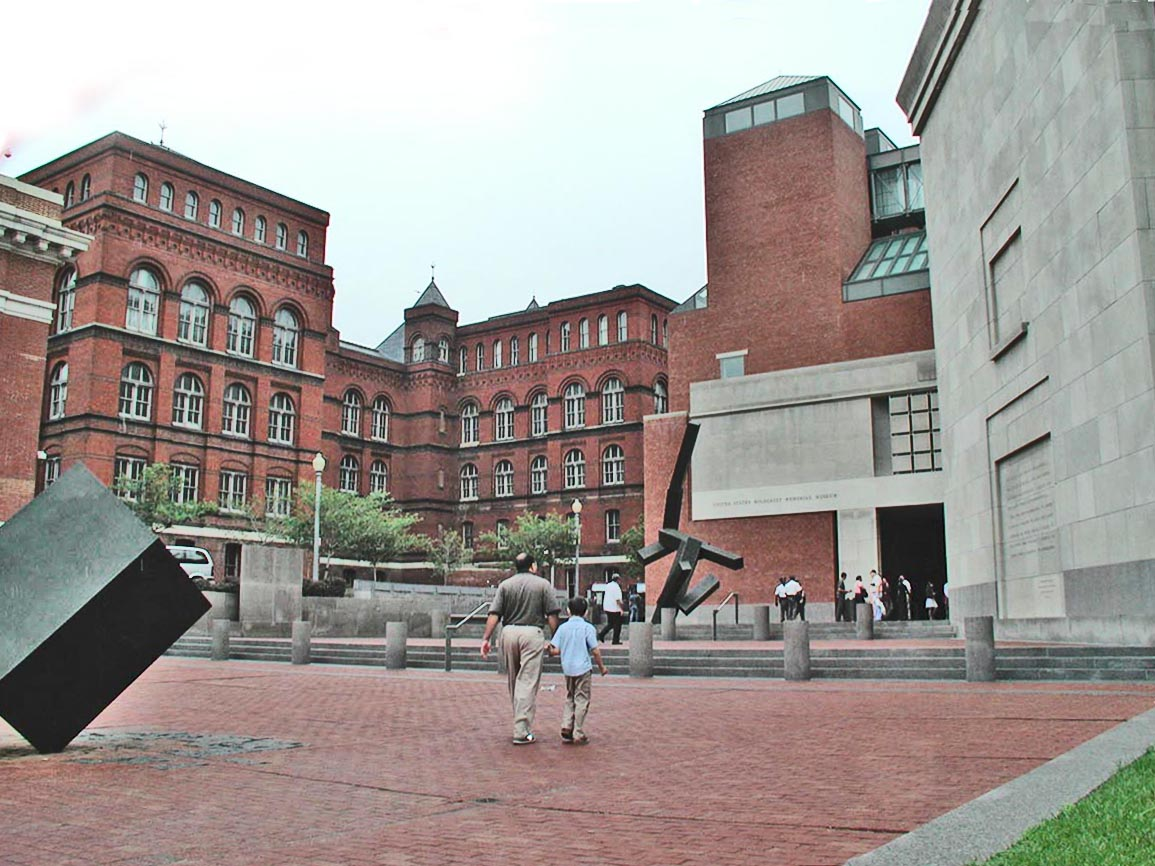
Entrada de Raoul Wallenberg Place con la Plaza Dwight Eisenhower en primer plano
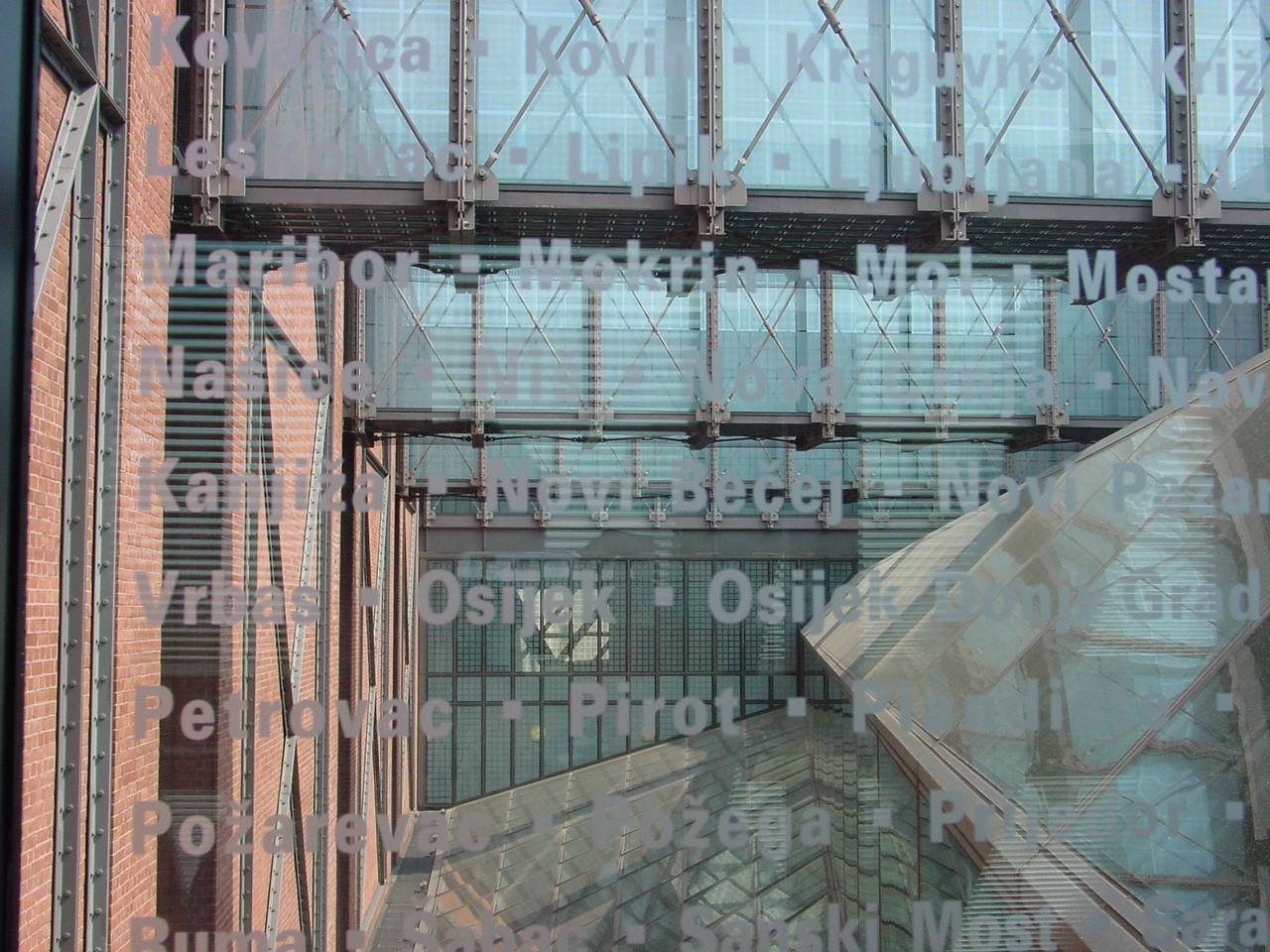
Puentes en el USHMM. Vidrio azul grabado con nombres y lugares perdidos durante el Holocausto.
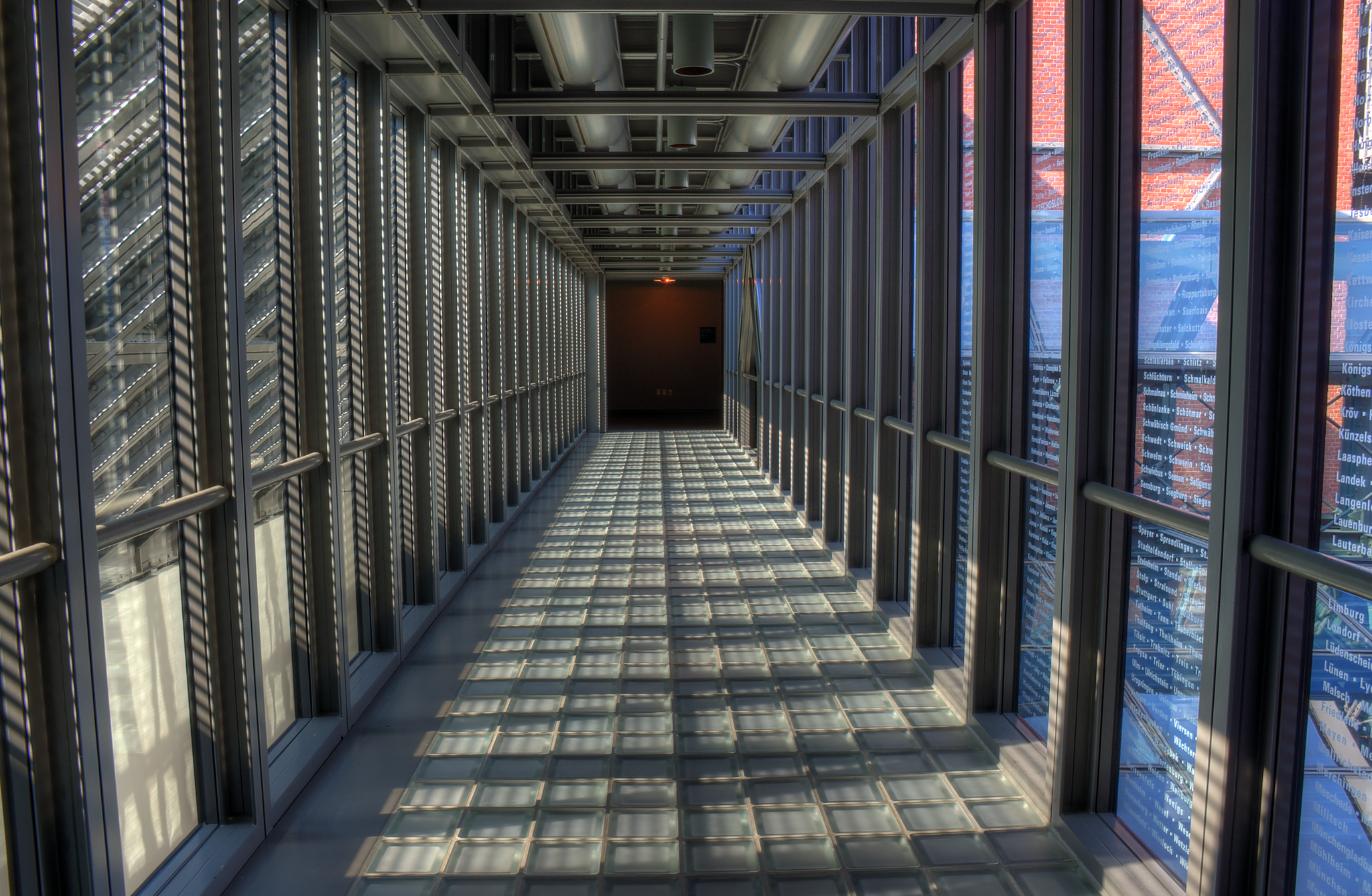
Puente de vidrio sobre la Sala de Testimonios.

## Exhibiciones
El Museo Conmemorativo del Holocausto de los Estados Unidos  alberga dos exposiciones abiertas de manera continua desde 1993, además de exhibiciones rotativas sobre temas relacionados con el Holocausto y los derechos humanos.

### Salón del Recuerdo

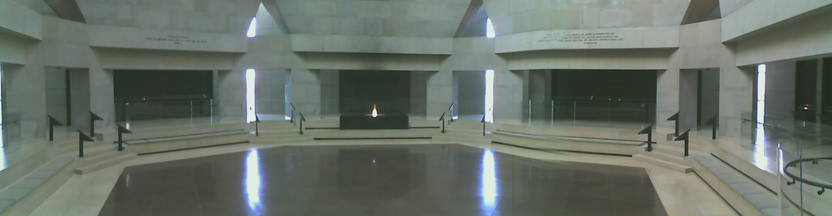
Vista panorámica del Salón del Recuerdo

El Salón del Recuerdo es el memorial oficial del Museo Conmemorativo del Holocausto de los Estados Unidos dedicado a las víctimas y sobrevivientes del Holocausto. Los visitantes pueden encender velas y contemplar la llama eterna en esta sala hexagonal.

### Exhibición Permanente

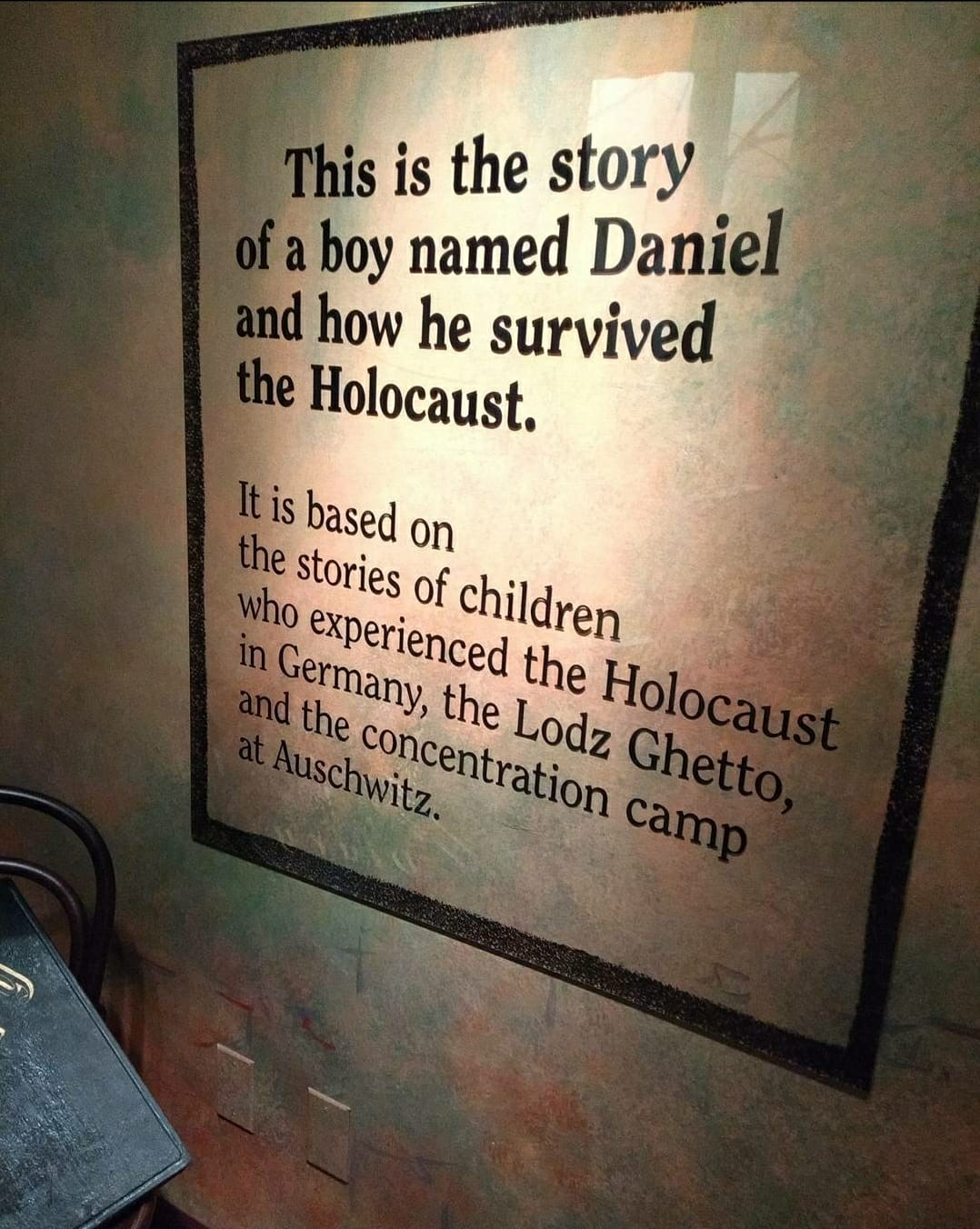
La historia de Daniel

Utilizando más de 900 artefactos, 70 monitores de video y cuatro teatros que muestran filmaciones históricas y testimonios de testigos presenciales, la Exhibición Permanente del USHMM es la más visitada del museo. Al ingresar a grandes ascensores industriales en el primer piso, los visitantes reciben tarjetas de identificación, cada una de las cuales cuenta la historia de una persona, como una víctima aleatoria o un sobreviviente del Holocausto. Al salir de estos ascensores en el cuarto piso, los visitantes recorren una historia cronológica del Holocausto, comenzando con el ascenso al poder de los nazis liderado por Adolf Hitler, 1933-1939. Los temas tratados incluyen la ideología aria, la Noche de los Cristales Rotos, el antisemitismo y la respuesta estadounidense a la Alemania nazi. Los visitantes continúan caminando hasta el tercer piso, donde aprenden sobre los guetos y la Solución Final, el plan nazi para el genocidio de los judíos de Europa, durante el cual los nazis asesinaron a seis millones de judíos, muchos en cámaras de gas. La Exhibición Permanente concluye en el segundo piso con la liberación de los campos de concentración nazis por las fuerzas aliadas; incluye un testimonio continuo de sobrevivientes del Holocausto. Los visitantes primerizos pasan un promedio de dos a tres horas en esta exhibición autoguiada. Debido a ciertas imágenes y temas tratados, se recomienda para visitantes de 11 años en adelante.

Para ingresar a la Exhibición Permanente entre marzo y agosto, los visitantes deben adquirir pases temporizados gratuitos el día de la visita en el Museo, o en línea con un cargo por servicio.

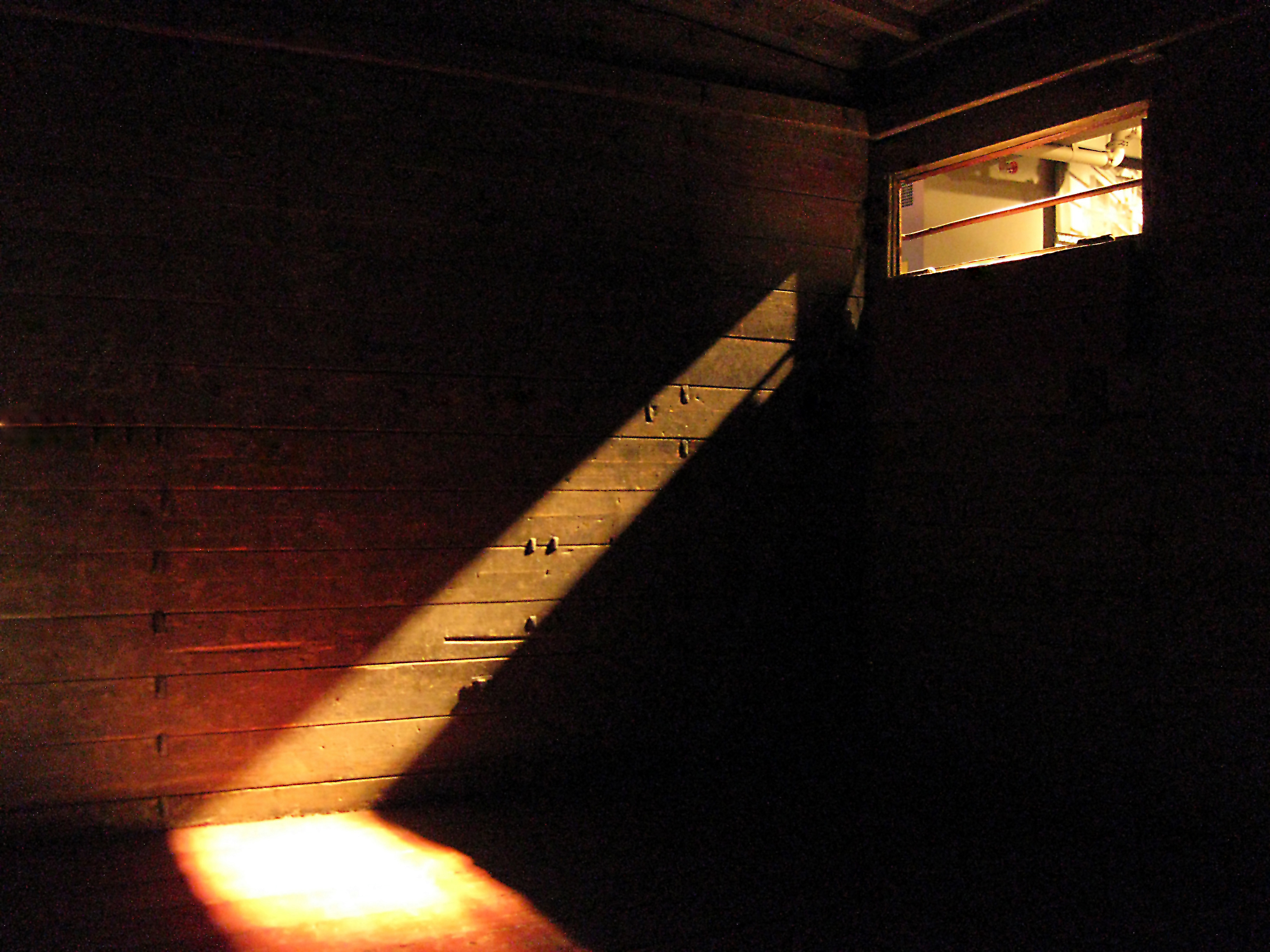
Un furgón real usado por Alemania nazi para el transporte de víctimas durante la Segunda Guerra Mundial en el Holocausto.

### Recuerda a los Niños: La historia de Daniel
Recuerda a los Niños: La historia de Daniel es una exhibición diseñada para explicar el Holocausto a niños de primaria y secundaria. Abierta en 1993, presenta historias reales sobre niños durante el Holocausto. Daniel lleva el nombre del hijo de Isaiah Kuperstein, quien fue el curador original de la exhibición. Trabajó junto con Ann Lewin y Stan Woodward para crear la exhibición. Debido a su popularidad entre las familias, todavía está abierta al público hoy en día.

### Memorial Stephen Tyrone Johns
En octubre de 2009, el USHMM develó una placa conmemorativa en honor al Oficial de Policía Especial Stephen Tyrone Johns. En respuesta a la conmoción y el apoyo tras el tiroteo del 10 de junio de 2009, también se estableció el Programa de Liderazgo Juvenil de Verano Stephen Tyrone Johns. Cada año, se invita a 50 jóvenes destacados del área de Washington D. C. al USHMM para aprender sobre el Holocausto en honor a la memoria de Johns.

### Exhibiciones especiales
Entre las destacadas exhibiciones especiales se incluye Una mentira peligrosa: Los Protocolos de los Sabios de Sion (2006).

## Colección permanente
Las colecciones del museo incluyen arte, libros, folletos, anuncios, mapas, películas y grabaciones históricas en video, testimonios orales en audio y video, grabaciones de música y sonido, muebles, fragmentos arquitectónicos, modelos, maquinaria, herramientas, microfilm y microfichas de documentos gubernamentales y otros registros oficiales, efectos personales, papeles personales, fotografías, álbumes de fotos y textiles. Esta información se puede acceder a través de bases de datos en línea o visitando el USHMM. Investigadores de todo el mundo acuden a la Biblioteca y Archivos del USHMM y al Registro de Sobrevivientes del Holocausto Benjamin y Vladka Meed.

### Galería del museo

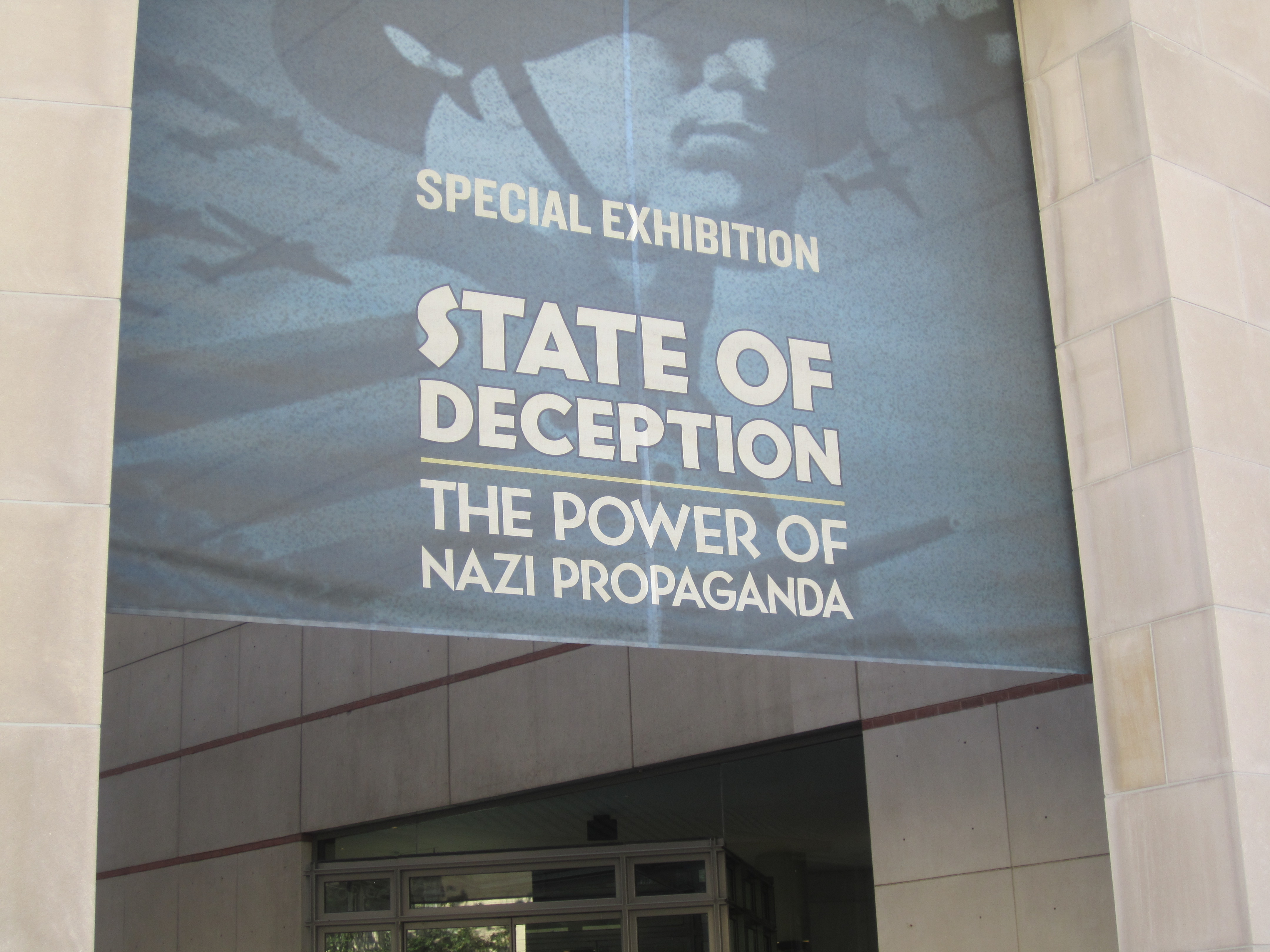
Exposición "Estado de Engaño" de propaganda nazi en el museo en 2011
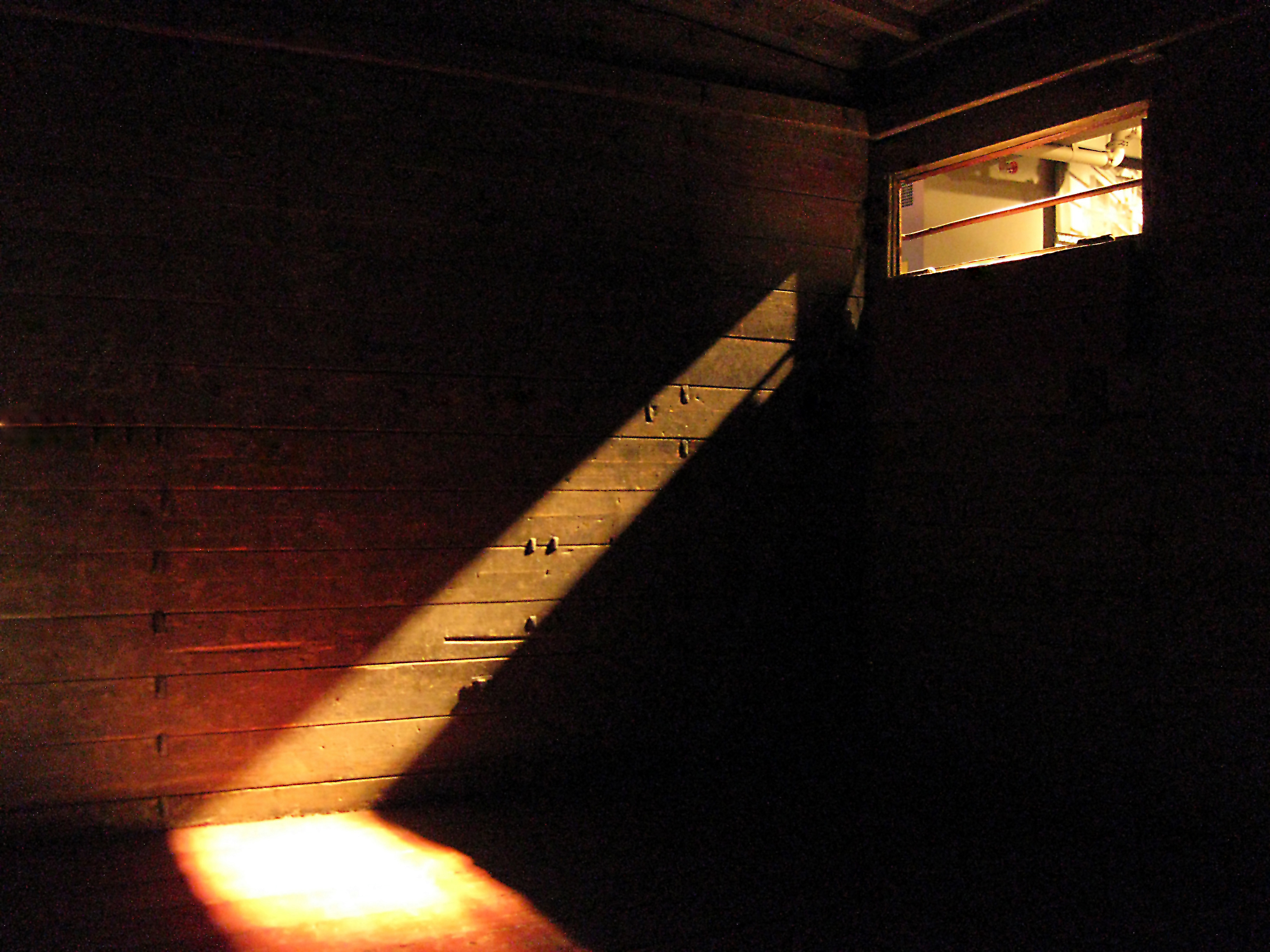
(Interior) Un vagón A2, uno de varios tipos utilizados como trenes del Holocausto por la Alemania nazi para transportar víctimas.
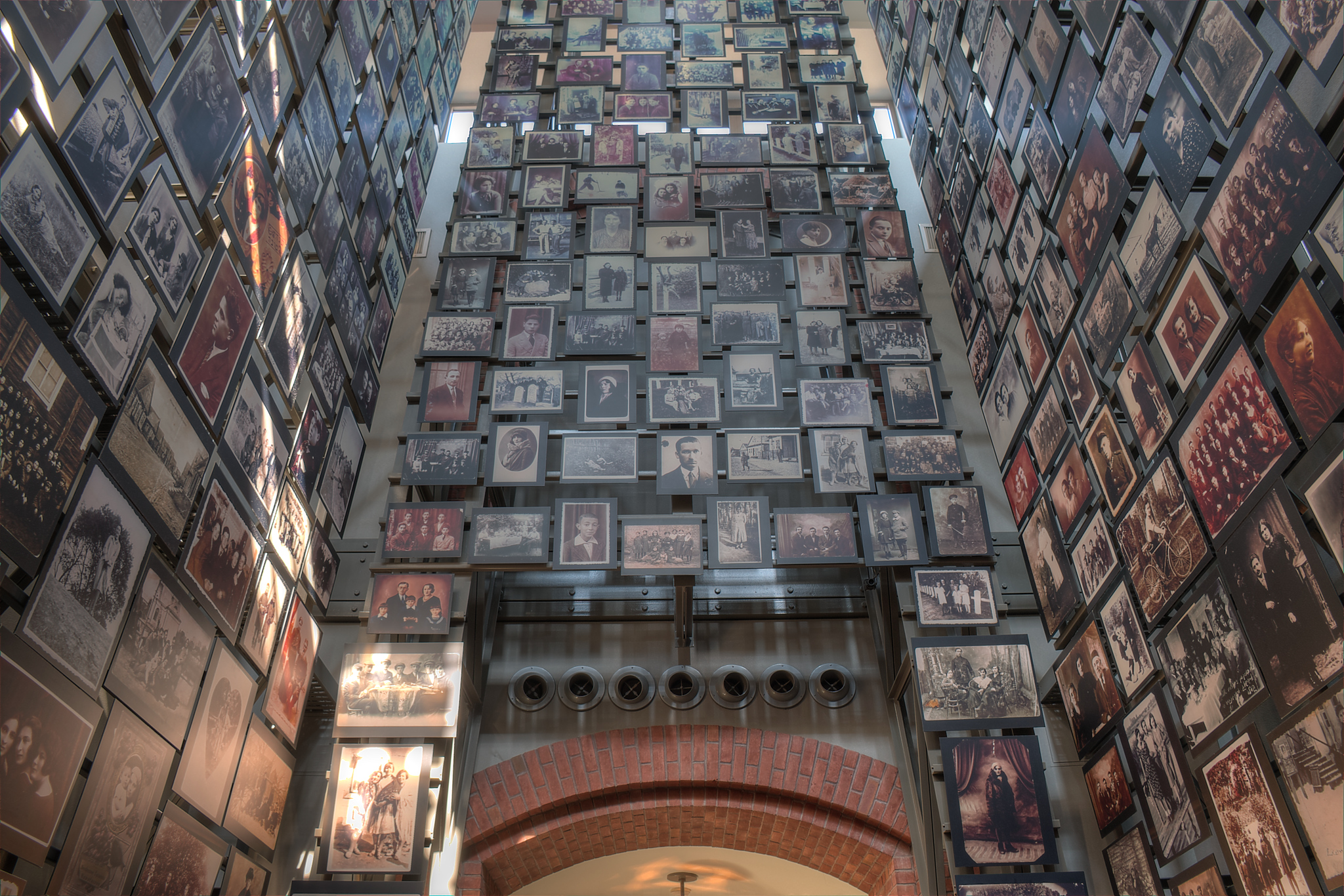
Torre de Rostros
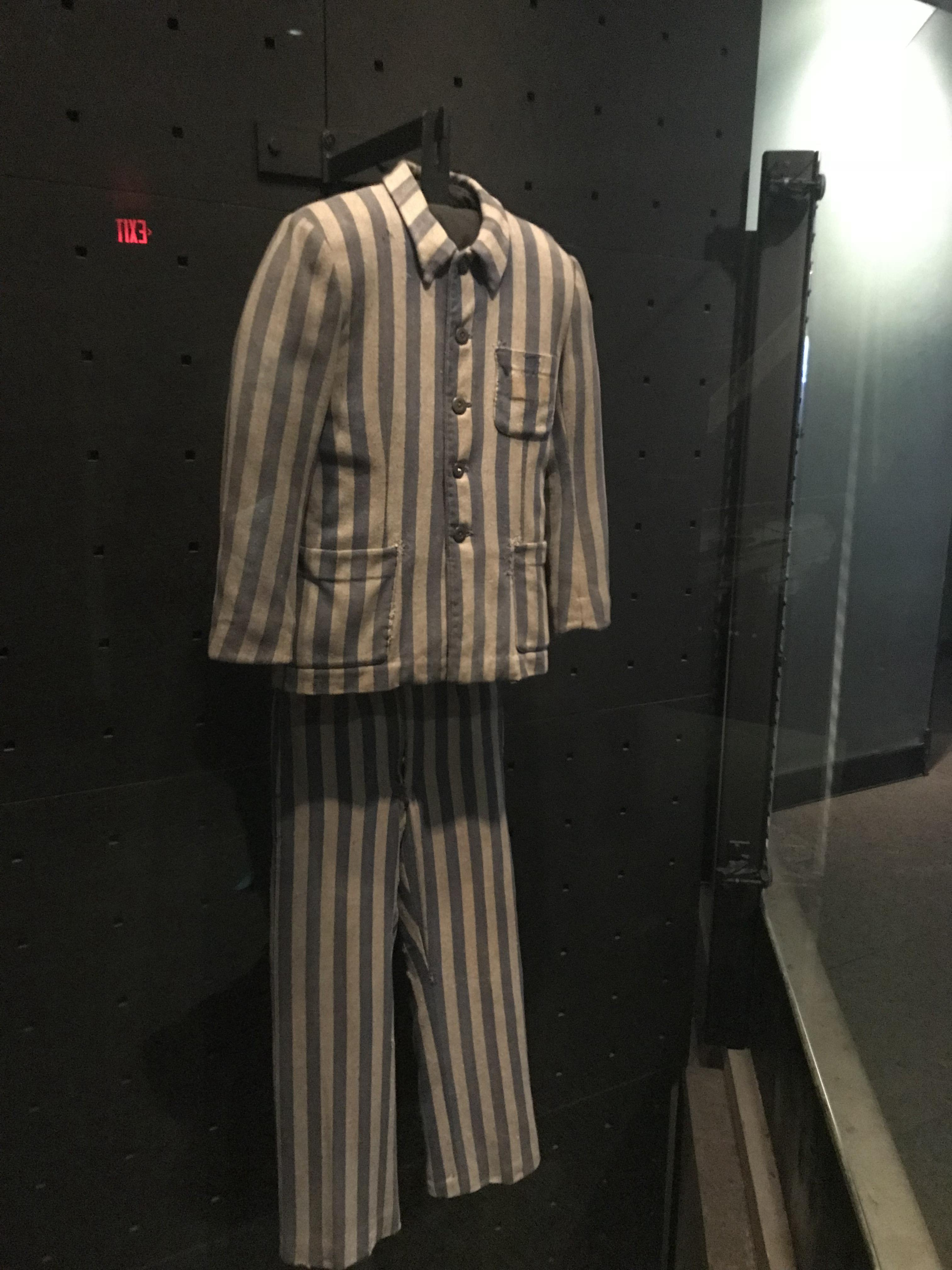
Este uniforme en exhibición fue usado por prisioneros en campos de concentración nazis.
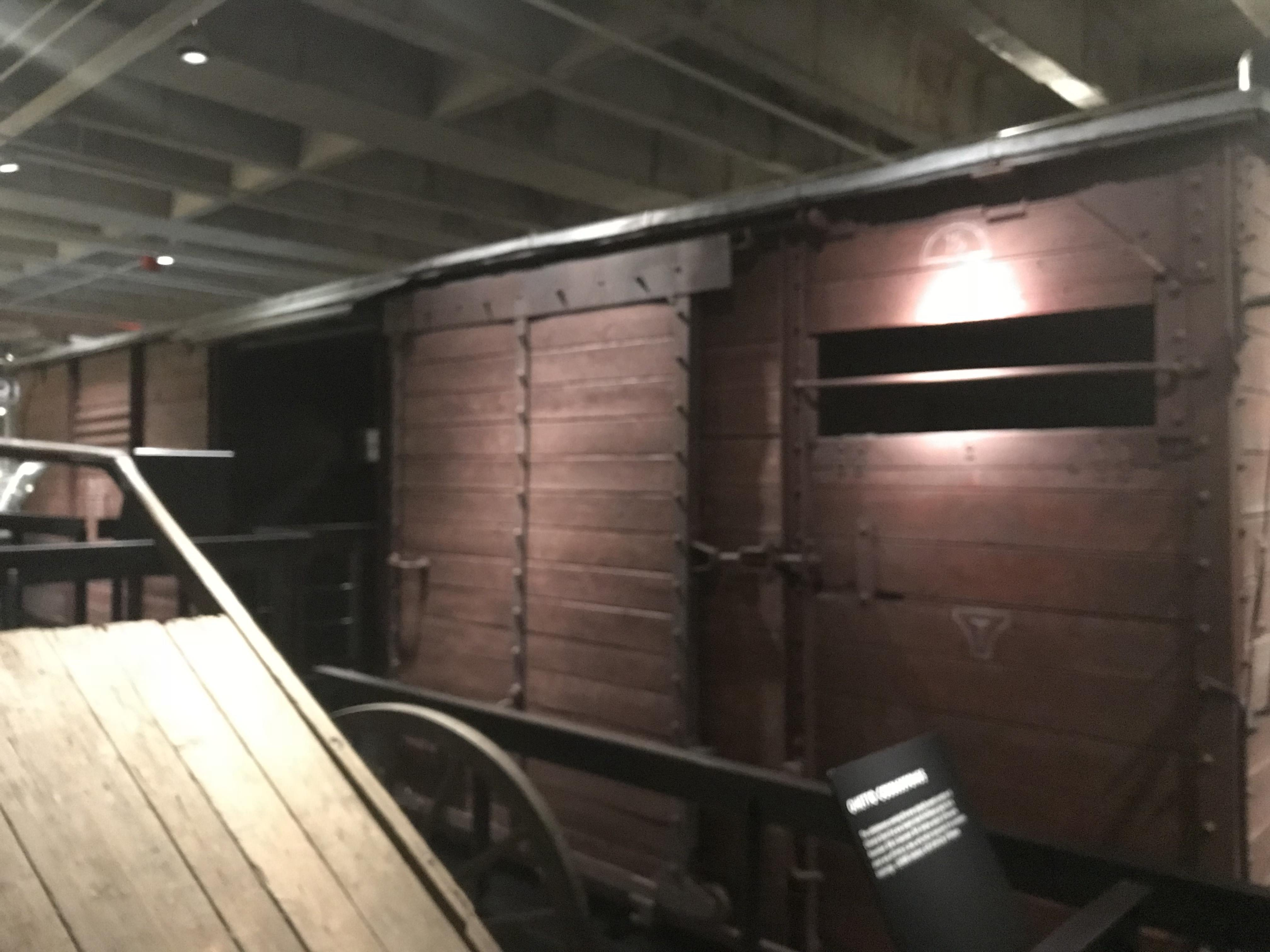
(Exterior) Vagón A2 perteneciente a Deutsche Reichsbahn y donado por la Comisión Principal para la Persecución de Crímenes contra la Nación Polaca en 1991.
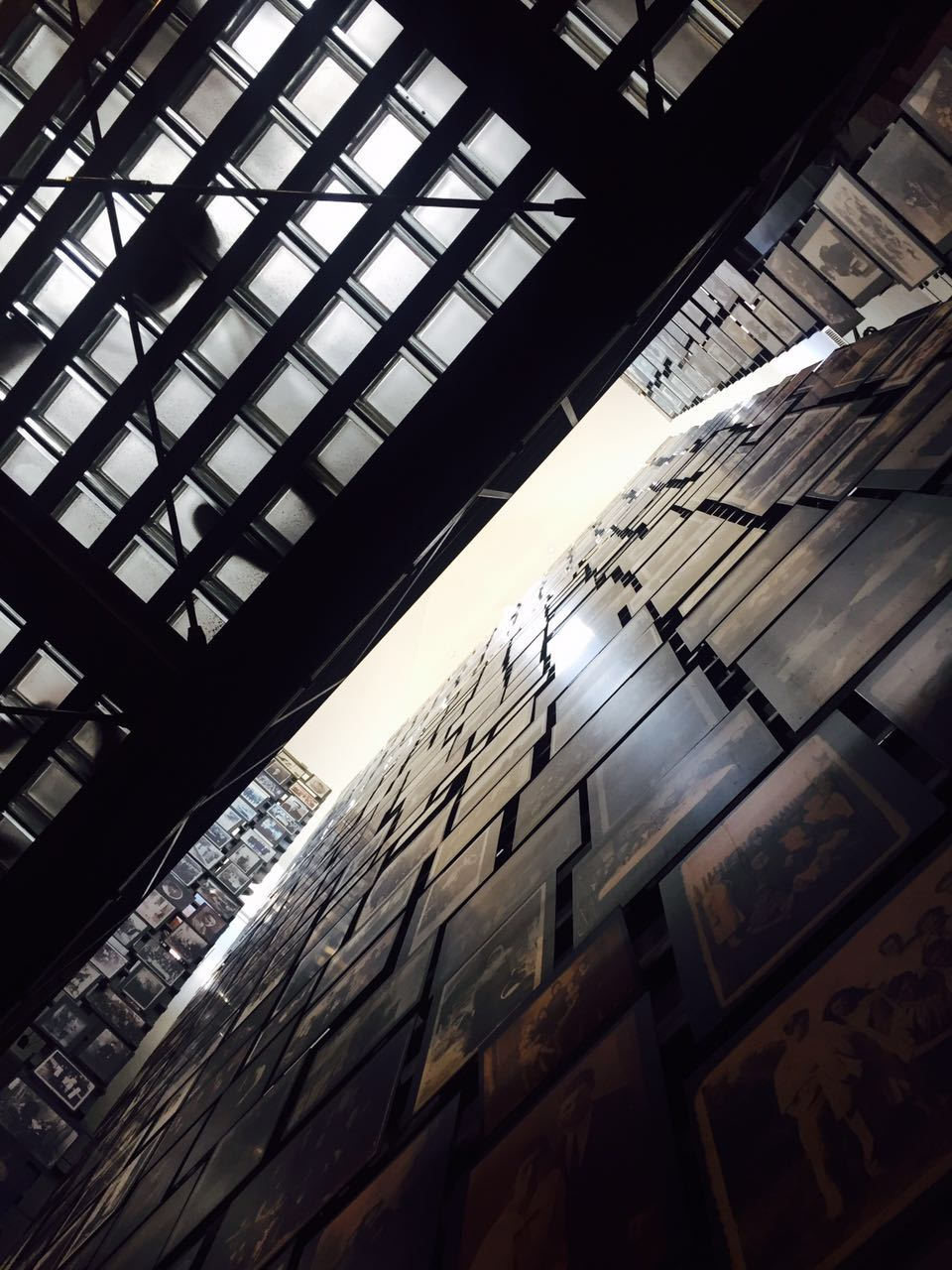
Pared de Fotos en el Museo Memorial del Holocausto

## Administración financiera

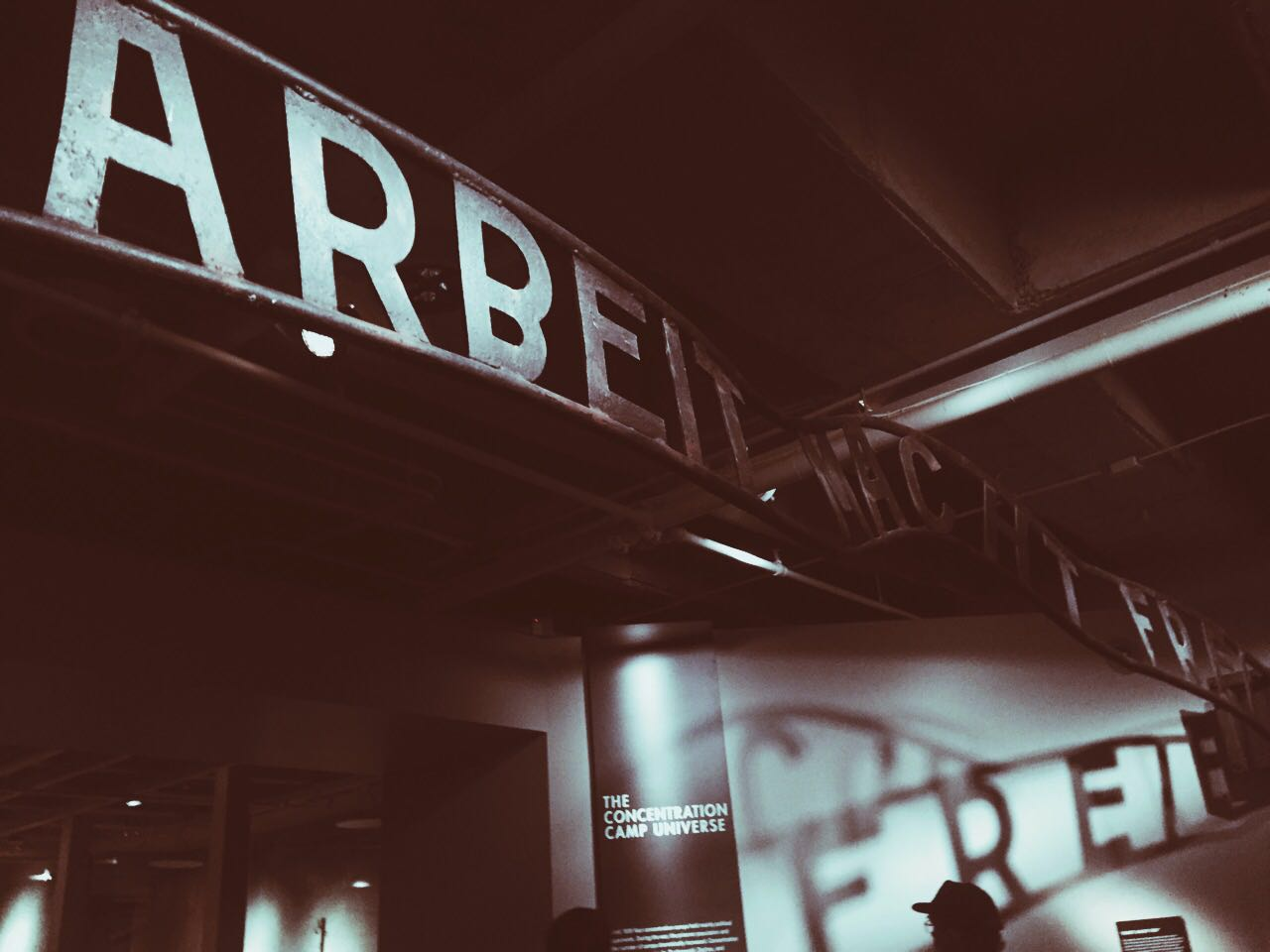
El lema "Arbeit Macht Frei" exhibido en el Museo Memorial del Holocausto en Washington D. C.

El USHMM opera con un presupuesto mixto de ingresos federales y privados. Para el año fiscal 2014-2015, el museo reportó ingresos totales de $133.4 millones; $81.9 millones provinieron de fuentes privadas y $51.4 millones de fuentes públicas. Casi la totalidad de los fondos privados provienen de donaciones. Los gastos totales fueron de $104.6 millones, con un total de $53.5 millones destinados al pago de 421 empleados. Los activos netos sumaron $436.1 millones al 30 de septiembre de 2015, de los cuales $319.1 millones están clasificados como inversiones a largo plazo, incluyendo el fondo patrimonial del museo.

## Centro de Estudios Avanzados sobre el Holocausto
En 1998, el museo estableció el Centro de Estudios Avanzados sobre el Holocausto (CAHS). En colaboración con el Comité Académico del Consejo Memorial del Holocausto de los Estados Unidos, el CAHS apoya proyectos de investigación y publicaciones sobre el Holocausto (incluida una asociación con la Editorial de la Universidad de Oxford para publicar la revista académica Estudios sobre el Holocausto y el Genocidio), facilita el acceso a colecciones de materiales archivísticos relacionados con el Holocausto, ofrece oportunidades de becas para investigadores pre y postdoctorales, y organiza seminarios, talleres de investigación de verano para académicos, conferencias, charlas y simposios. El Programa de Académicos Visitantes del CAHS y otros eventos han convertido al USHMM en uno de los principales centros mundiales para el estudio del Holocausto.

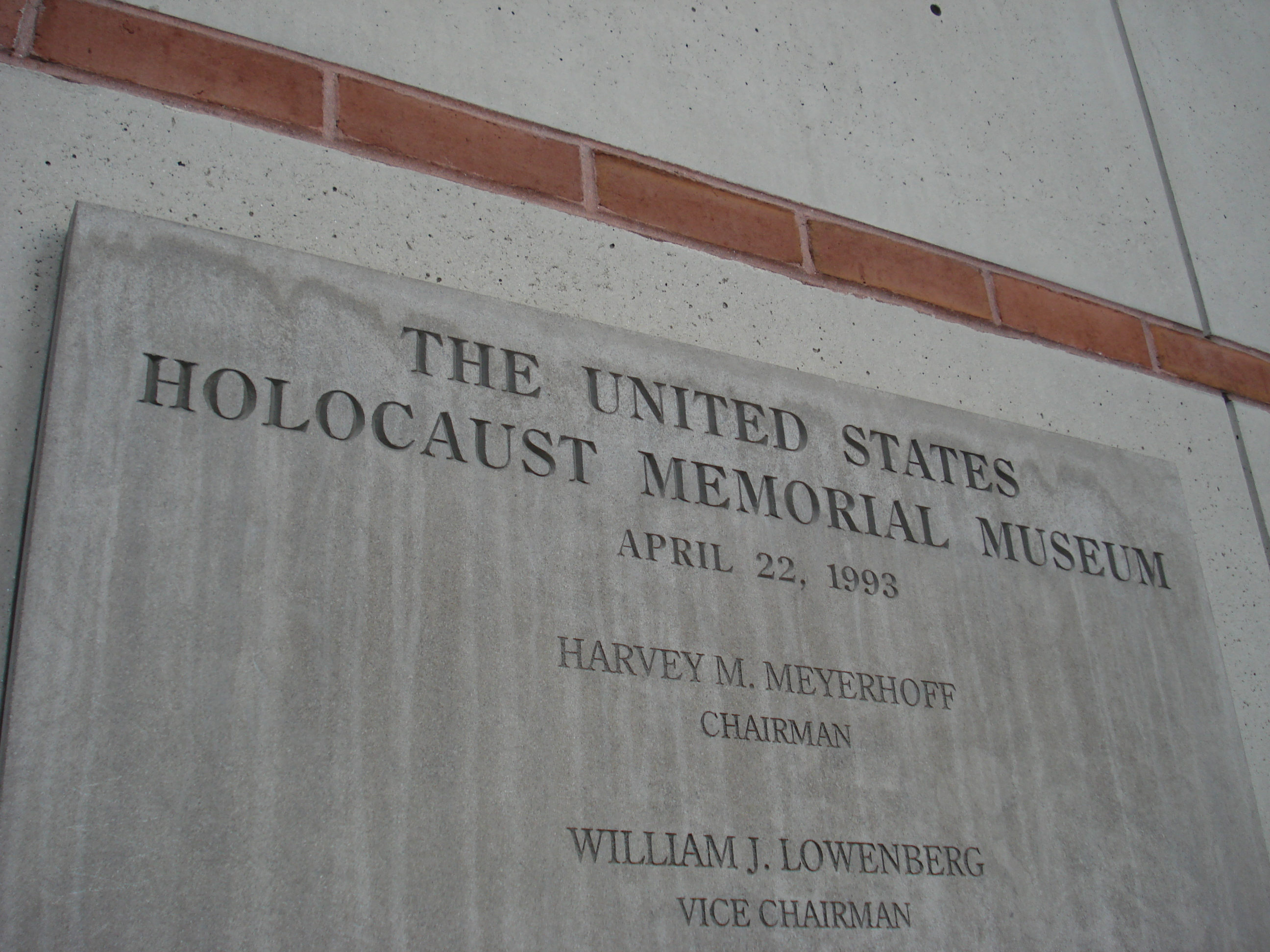
Placa dedicatoria en Museo del Holocausto en Washington D. C.

## Comité sobre la Conciencia
El Museo alberga las oficinas del Comité sobre la Conciencia (CoC), un centro de pensamiento financiado conjuntamente por el gobierno de los Estados Unidos y fuentes privadas, que por mandato presidencial se dedica a la investigación global sobre derechos humanos. Utilizando la Convención sobre la Prevención y el Castigo del Delito de Genocidio, aprobada por las Naciones Unidas en 1948 y ratificada por los Estados Unidos en 1988, el CoC se ha establecido como un destacado comentarista no partidista sobre el Genocidio en Darfur, así como sobre la región devastada por la guerra de Chechenia en Rusia, una zona donde el CoC cree que podrían producirse atrocidades genocidas. El CoC no tiene poderes para formular políticas y sirve únicamente como institución asesora para los gobiernos estadounidense y otros.

## Días Nacionales de Recuerdo de las Víctimas del Holocausto

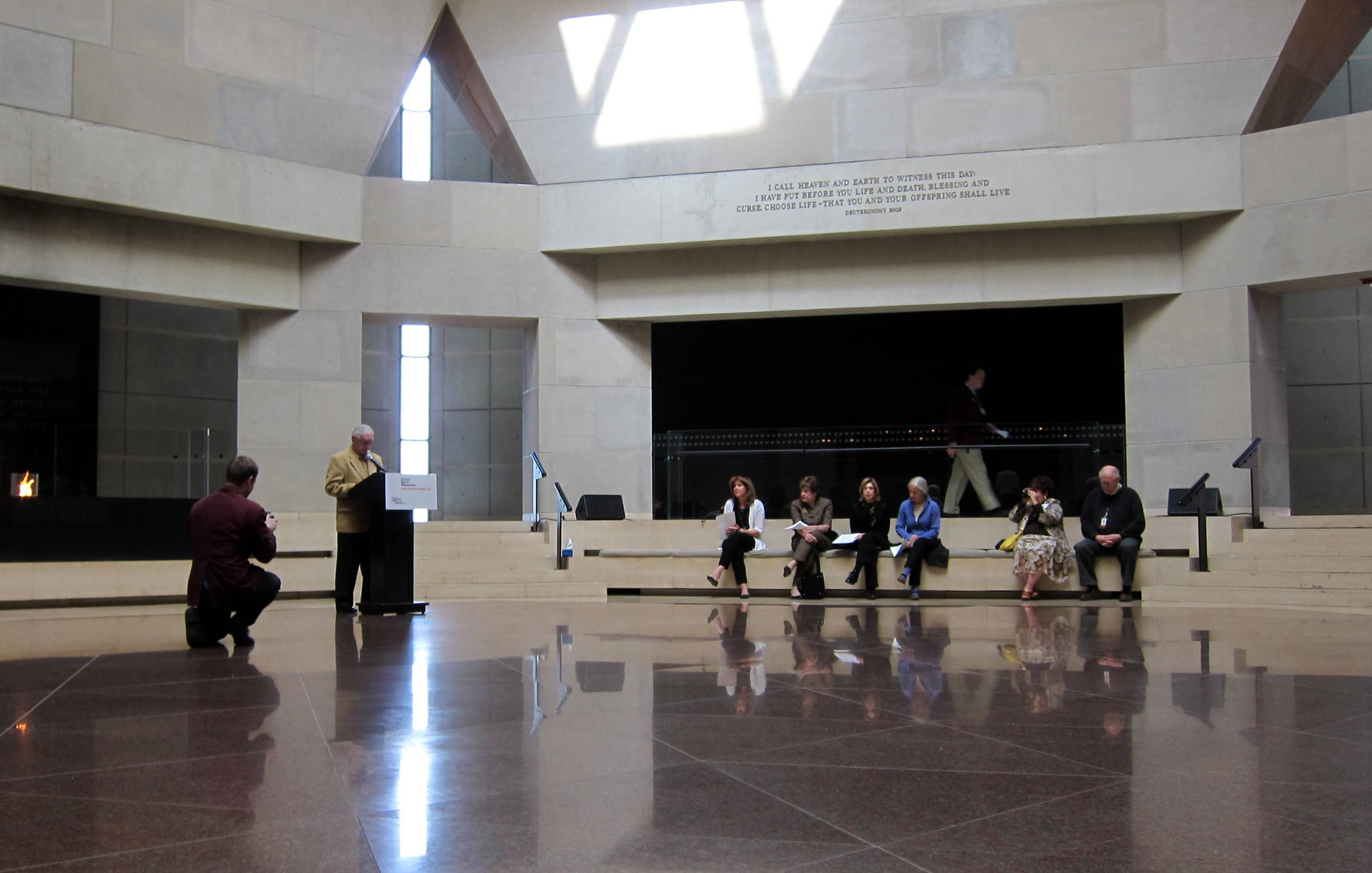
Un voluntario lee los nombres de las víctimas del Holocausto dentro del Salón del Recuerdo, ubicado en el Museo Memorial del Holocausto de los Estados Unidos, durante los Días de Recuerdo de las Víctimas del Holocausto.

Además de coordinar la Conmemoración Cívica Nacional, se llevan a cabo ceremonias y programas educativos durante la semana de los Días de Recuerdo de las Víctimas del Holocausto (DRVH) en todo el país, patrocinados por gobernadores, alcaldes, grupos de veteranos, grupos religiosos y barcos y estaciones militares en todo el mundo. Cada año, el USHMM designa un tema especial para las observancias del DRVH y prepara materiales disponibles sin costo para apoyar las conmemoraciones y programas en todo el país, incluyendo en las fuerzas armadas de Estados Unidos. Algunos de los temas de los Días de Recuerdo han sido:
- 2014 – Enfrentando el Holocausto: Respuestas Americanas
- 2013 – Nunca Más: Atendiendo las Señales de Advertencia
- 2012 – Elegir Actuar: Historias de Rescate
- 2011 – Justicia y Responsabilidad Frente al Genocidio: ¿Qué Hemos Aprendido?
- 2010 – Historias de Libertad: Lo que Haces Importa
- 2009 – Nunca Más: Lo que Haces Importa
- 2008 – No Estar Solo: Recordando la Noche de los Cristales Rotos (Kristallnacht)
- 2007 – Niños en Crisis: Voces del Holocausto
- 2006 – Legados de Justicia
- 2005 – Desde la Liberación hacia la Búsqueda de Justicia
- 2004 – Por la Justicia y la Humanidad
- 2003 – Por Tu Libertad y la Nuestra
- 2002 – Memorias de Valentía
- 2001 – Recordando el Pasado por el Bien del Futuro

## Instituto Nacional para la Educación sobre el Holocausto
El USHMM llevó a cabo varios programas destinados a mejorar la educación sobre el Holocausto. La Conferencia Arthur y Rochelle Belfer para Maestros, realizada en Washington D. C., atrajo alrededor de 200 maestros de escuela intermedia y secundaria de todo Estados Unidos cada año. La División de Educación ofreció talleres en todo el país para que los maestros aprendieran sobre el Holocausto, participaran en el Programa de Becas para Maestros del Museo (MTFP), y se unieran a un cuerpo nacional de educadores que actuaban como líderes en la educación sobre el Holocausto en sus escuelas, comunidades y organizaciones profesionales. Algunos participantes del MTFP también formaron parte del Cuerpo Regional de Educación, una iniciativa para implementar la educación sobre el Holocausto a nivel nacional.
Desde 1999, el USHMM también proporcionó lecciones de ética basadas en la historia del Holocausto a profesionales del servicio público, incluidos oficiales de aplicación de la ley, personal militar, funcionarios civiles y jueces federales. En asociación con la Liga Antidifamación, más de 21,000 oficiales de aplicación de la ley de agencias de aplicación de la ley locales y mundiales como el FBI y departamentos de policía locales han sido capacitados para actuar de manera profesional y democrática.

## Enciclopedia de Campos y Guetos

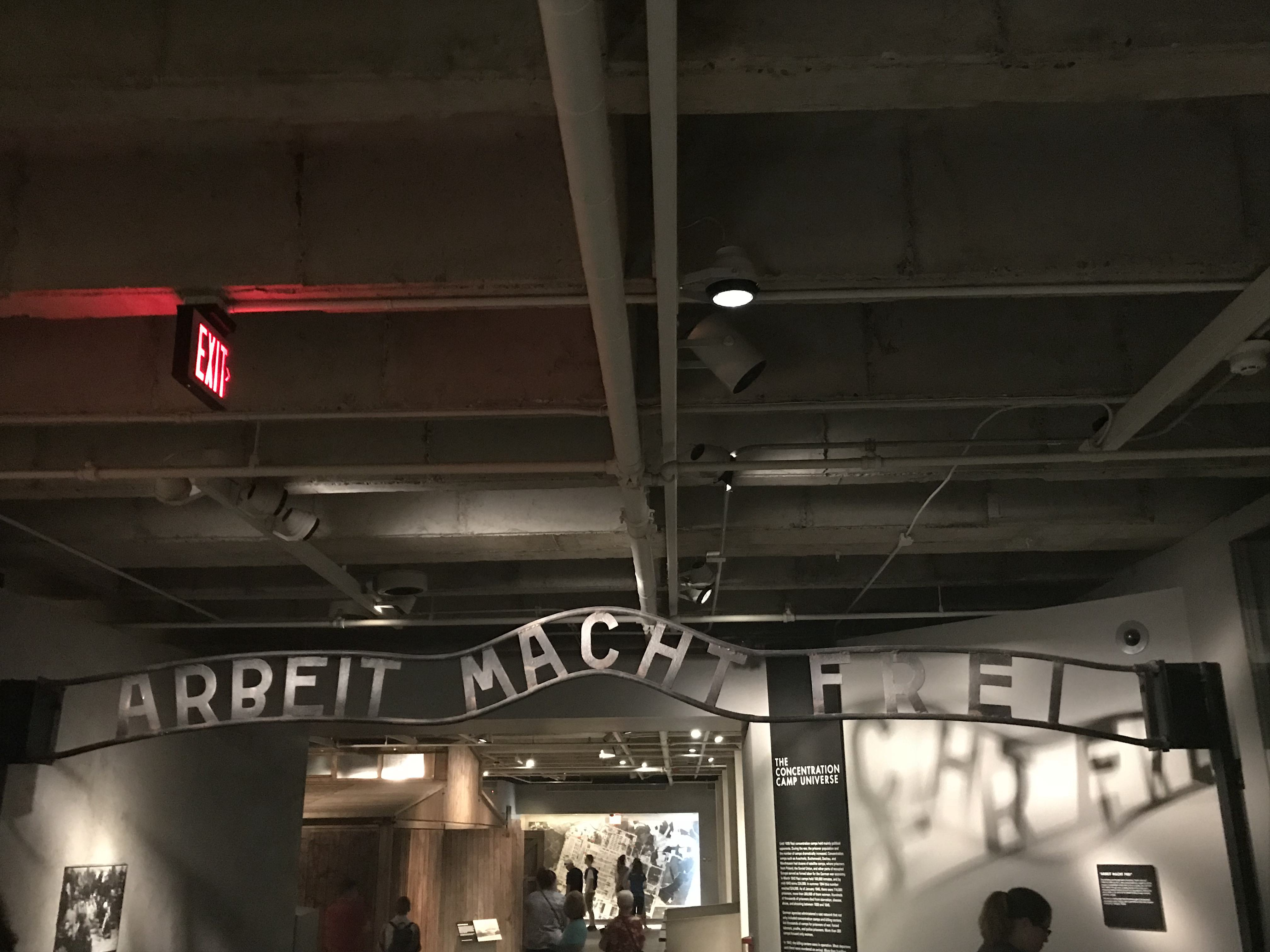
Réplica del letrero de Auschwitz "Arbeit Macht Frei", que significa "el trabajo os hará libres"

La Enciclopedia de Campos y Guetos, 1933–1945 es una serie enciclopédica de siete partes que explora la historia de los campos de concentración y los guetos en la Europa ocupada por los nazis durante la era nazi. La serie es producida por el USHMM y publicada por la Indiana University Press. El trabajo en la serie comenzó en 2000 por investigadores del Centro de Estudios Avanzados del Holocausto del USHMM. Su editor general y director del proyecto es el historiador estadounidense Geoffrey P. Megargee. Hasta 2017, se han publicado dos volúmenes, y se planea el tercero para 2018.
El Volumen I cubre los primeros campos establecidos por las SA y SS en el primer año del régimen nazi, así como los campos gestionados posteriormente por la Oficina Principal de Administración Económica de las SS y sus numerosos subcampos. El volumen contiene 1,100 entradas escritas por 150 colaboradores. La mayor parte del volumen está dedicada a catalogar los campos, incluyendo ubicaciones, duración de operación, propósito, perpetradores y víctimas. El Volumen II está dedicado a los guetos en el este de Europa ocupado por los alemanes y fue publicado en 2012.

## Alcance

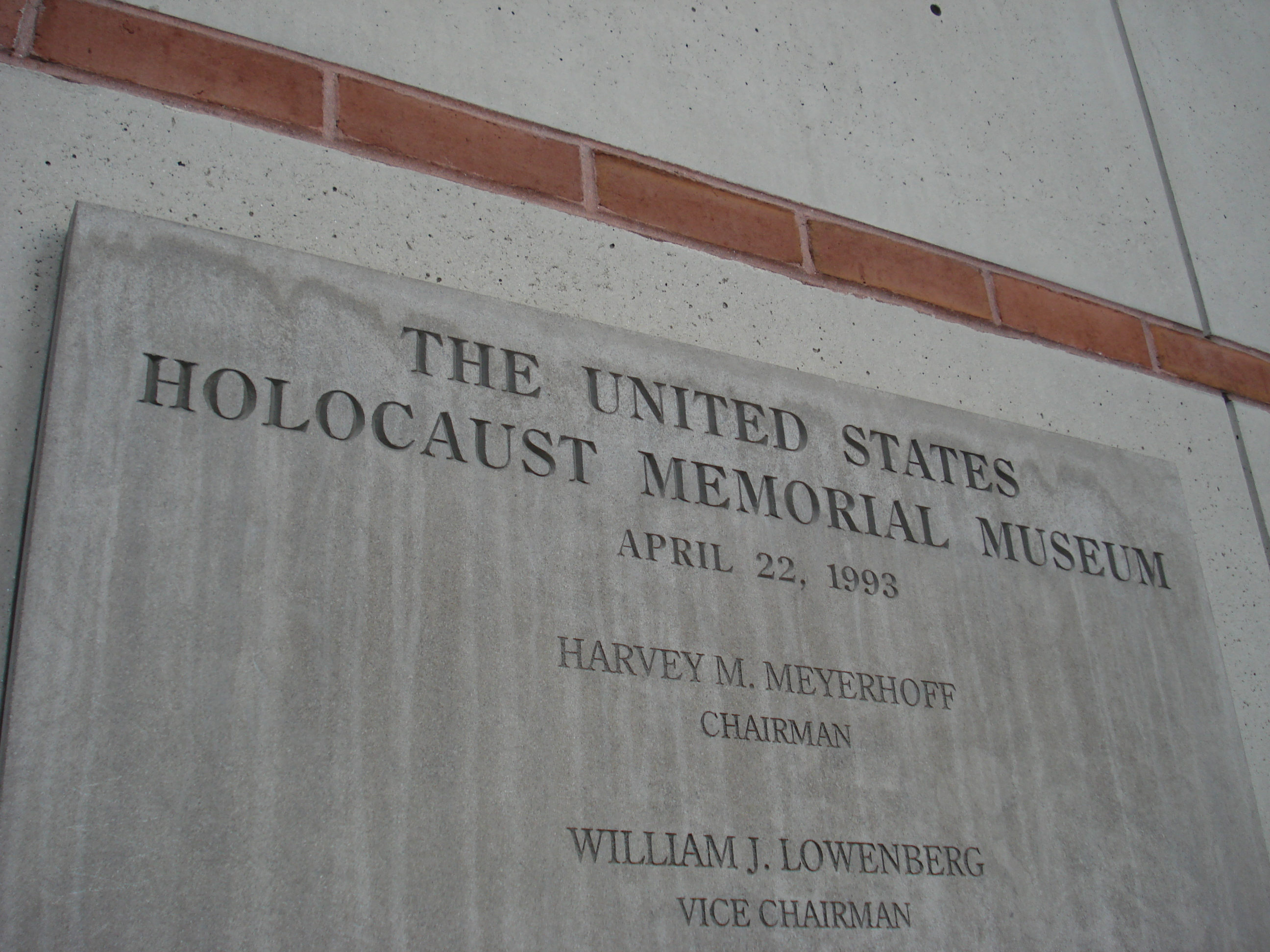
Una placa de dedicación fuera del museo.

A través de sus exposiciones en línea, el Museo publicó la Enciclopedia del Holocausto —una enciclopedia en línea multilingüe que detalla los eventos del Holocausto. Fue publicada en los seis idiomas oficiales de las Naciones Unidas —árabe, mandarín, inglés, francés, ruso y español—, además de griego, portugués, persa, turco y urdu. Contenía miles de entradas e incluía copias de perfiles de tarjetas de identificación que los visitantes reciben en la Exhibición Permanente.
El USHMM ha colaborado con Apple Inc. para publicar podcasts gratuitos sobre el Holocausto, el antisemitismo y la prevención del genocidio en iTunes. También tiene su propio canal en YouTube, una cuenta oficial en Facebook, una página en Twitter, y un servicio de boletín electrónico.
La Iniciativa de Mapeo para la Prevención del Genocidio fue una colaboración entre el USHMM y Google Earth. Buscaba recopilar, compartir y presentar visualmente al mundo información crítica sobre crisis emergentes que podrían llevar al genocidio o a otros crímenes contra la humanidad. Aunque esta iniciativa se centró en el Conflicto de Darfur, el Museo deseaba ampliar su alcance a todas las violaciones de derechos humanos. El USHMM quería construir un "mapa global de crisis" interactivo para compartir y comprender la información rápidamente, "ver la situación" al tratar con abusos de derechos humanos, facilitando una prevención y respuesta más efectivas a nivel mundial.

## Premio Elie Wiesel
El Premio del Museo Memorial del Holocausto de los Estados Unidos, establecido en 2011, "reconoce a individuos de renombre internacional cuyas acciones han avanzado la visión del Museo de un mundo donde las personas confrontan el odio, previenen el genocidio y promueven la dignidad humana." Fue renombrado en honor a su primer recipiente, Elie Wiesel. Los ganadores incluyen:
- 2011: Elie Wiesel
- 2012: Aung San Suu Kyi (revocado en 2018 debido al genocidio continuo de los rohingya)[42]
- 2013: Władysław Bartoszewski y los Veteranos de la Segunda Guerra Mundial
- 2014: Teniente General Roméo Dallaire
- 2015: Juez Thomas Buergenthal y Benjamin Ferencz
- 2016: Representante de EE. UU. John Lewis
- 2017: Canciller alemana Angela Merkel[43]
- 2018: Todos los sobrevivientes del Holocausto
- 2019: Serge y Beate Klarsfeld y Cascos Blancos de Siria
- 2020: Maziar Bahari
- 2021: Embajador Stewart Eizenstat y la Oficina de Investigaciones Especiales del DOJ[44]

## Administración y gestión
El museo está supervisado por el Consejo del Museo Memorial del Holocausto de los Estados Unidos, que incluye 55 ciudadanos privados nombrados por el presidente de los Estados Unidos, cinco miembros del Senado de los Estados Unidos y cinco miembros de la Cámara de Representantes de los Estados Unidos, así como tres miembros ex officio de los Departamentos de Estado, Educación y del Interior de los Estados Unidos.
Desde la apertura del museo, el consejo ha sido dirigido por los siguientes funcionarios:
- Presidente Elie Wiesel; 1980–1986
- Presidente Harvey M. Meyerhoff; 1987–1993
- Presidente Miles Lerman y Vicepresidenta Ruth B. Mandel, nombrados por el presidente Bill Clinton en 1993; hasta el año 2000
- Presidente Rabino Irving Greenberg, nombrado por el presidente Clinton en 2000; hasta el año 2002
- Presidente Fred S. Zeidman, nombrado por el presidente George W. Bush en 2002; y Vicepresidente Joel M. Geiderman, nombrado por el presidente Bush en 2005; hasta el año 2010
- Presidente Tom A. Bernstein; 2010–2017[46]
- Presidente Howard M. Lorber; 2017–2022[47]
- Presidente Stuart Eizenstat, 2022–presente[48][49]

El consejo ha nombrado a los siguientes directores del museo:
- Jeshajahu Weinberg, 1987–94
- Walter Reich, 1995–98
- Sara J. Bloomfield, 1999–presente[50]

## Controversia
El museo ha sido criticado por negarse a abordar presuntos incidentes de genocidio en contextos no judíos, como la guerra civil en Siria. En junio de 2019, el USHMM participó en un debate público sobre el uso inapropiado de terminología relacionada con el Holocausto después de que la representante estadounidense Alexandria Ocasio-Cortez llamara "campos de concentración" a los centros de detención a lo largo de la frontera sur de EE. UU. y utilizara la frase "Nunca Más". El USHMM publicó una declaración declarando que "rechaza inequívocamente los esfuerzos de establecer analogías entre el Holocausto y otros eventos, ya sean históricos o contemporáneos." Un grupo de historiadores y académicos respondió con una carta abierta retratando la postura del museo como "una posición radical que está muy alejada del pensamiento predominante sobre el Holocausto y el genocidio". Afirmaron que "hace casi imposible aprender del pasado."